# Estación Flores (soterrada)
Flores será una futura estación del soterramiento del ferrocarril Sarmiento. Se ubicará en el barrio del mismo nombre en la Ciudad de Buenos Aires.